# 顺州 (大历)
顺州，唐朝时设置的州。
唐代宗大历八年（773年），分辯州龍化县、白州龍豪县（今广西陆川县大橋鎮古城垌）、禺州溫水县（今广西陆川县温泉鎮）、羅州龍南河县（今广西陆川县古城鎮古城村）置顺州，治所龙化县（今广西陆川县南龙化江畔滩面乡蓮塘村）。唐末至南漢属寧遠軍節度使。辖境相当今广西壮族自治区陆川县南一带。北宋滅南漢，宋太祖开宝五年（972年）废顺州入陆川县。
顺州刺史
- 万憬皓（元和末年）
- 安贯言（大中、咸通年间）